# Eugene Wright
Pour les articles homonymes, voir Wright.
Eugene (Gene) Wright, né le 29 mai 1923 à Chicago (États-Unis), mort le 30 décembre 2020 à Los Angeles, est un contrebassiste de jazz américain. Il est connu pour avoir fait partie du groupe The Dave Brubeck Quartet, en particulier pour sa participation à l'album Time Out  en 1959 avec le pianiste Dave Brubeck, le batteur Joe Morello et le saxophoniste Paul Desmond.

## Biographie
Sa carrière se poursuit du début des années 1950 jusqu'à la fin des années 1970. Bien connu pour ses contributions stables, concises au Dave Brubeck Quartet pendant une décennie dans les années 1950 et les années 1960, Eugene Wright était une valeur sûre, un bassiste jamais flamboyant, voire effacé. Surnommé « le sénateur », Eugene Wright avait auparavant joué avec Lonnie Simmons.

### Ses débuts
Eugene Wright est avant tout un autodidacte de la contrebasse, même s'il prendra quelques leçons plus tard dans sa carrière avec Paul Gregory.

### Début de carrière
Dans ses jeunes années, Wright étudie le cornet à piston au lycée, puis mènera un jazz-band composé de 16 membres au milieu et vers la fin des années 1940 : « The Dukes of Swing avec notamment Red Holloway ».
D'octobre à décembre 1948, The Dozier Boys travaillaient la pièce « The Beige Room».  L'orchestre maison pendant cette période était un ensemble de taille moyenne appelé « The Dukes of Swing », mené par le contrebassiste Eugene Wright. Eugene Wright and The Dukes of Swing ont été amenés probablement dans le studio du fait de leur relation de travail avec The Dozier Boys. Ils enregistrent deux instrumentaux et deux titres avec un groupe vocal.

### Contrebassiste de jazz
Sa carrière commence à prendre forme à l'issue de cette époque : Wright joue avec Gene Ammons, Count Basie et Arnett Cobb à la fin des années 1940 et au début des années 1950. Il a eu l'honneur de remplacer Walter Page (en) dans l'orchestre de Count Basie. Ensuite, il travaille avec Buddy DeFranco de 1952 à 1955, avec qui il effectue une tournée en Europe. Une nouvelle vie commence pour lui, faite de sessions d'enregistrements et de tournées à l'étranger.
Entre 1954 et 1959, il est repéré par Cal Tjader dont il devient le contrebassiste sur plusieurs albums en quartet ou en quintet. Il part aussi en tournée avec lui. En 1955, il croise Paul Desmond avec lequel il enregistrera plus tard.
On le retrouve ensuite en 1955 et 1958, toujours comme contrebassiste, pour le Red Norvo trio avec lequel il part en tournée en Australie. Wright fera plus tard de la présence dans un film court-métrage avec Charlie Barnet ; c'est alors qu'il rejoint le quartet de Dave Brubeck entre 1958 et 1968.
Décidant de quitter le Dave Brubeck Quartet courant 1968, il fonde son propre ensemble qu'il emmène en tournée dans les collèges et les universités noires américaines en 1969 et 1970. Puis, de 1971 à 1974, il réintègre une formation jazz, le « Monty Alexander's trio ». À la fin de la décennie 70, Wright travaille pour les studios de télévision et compose des bandes originales de films, tout en continuant à se produire dans des clubs de jazz.

### Un talent reconnu
Il a aussi fait de l'enseignement privé de contrebasse et est devenu le chef du comité consultatif dans la division de jazz de l'International Society of Bassists. Il sera aussi le chef du département de jazz de l'Université de Cincinnati.
Bien qu'il n'ait pratiquement aucune session à son propre nom comme leader, on peut entendre Eugene Wright sur de nombreuses rééditions de CD de Dave Brubeck, ainsi que sur les sessions avec Paul Desmond, et d'autres artistes talentueux de jazz. Sans faire de vagues, les responsabilités qu'il a occupées prouvent qu'il a su marquer son époque avec talent et opiniâtreté.

### Sa contrebasse Abraham Prescott 1820
Eugene Wright possède un exemplaire de la contrebasse Ca. 1820 (datée de 1820) réalisé par Abraham Prescott, luthier reconnu pour son talent. L'instrument de très bonne facture et qualité acoustique est estimé à plus de 50 000 $.

### Ses autres contributions
Il a également joué avec un certain nombre de grands noms du jazz dont Count Basie, Charlie Parker, Billie Holiday, Carmen McRae, Buddy DeFranco, Cal Tjader, Kai Winding, Karen Hernandez, Sonny Stitt, Gene Ammons, Dottie Dodgion, Lee Shaw, Dorothy Donegan et Monty Alexander.

### Mort
Dernier membre survivant de la formation classique du Dave Brubeck Quartet, il meurt le 30 décembre 2020 à l'âge de 97 ans.

## Discographie

### Eugene Wright
- 1959 : The Wright Groove (Fontana Records) et (Scarce Records 1962)

### Avec son groupe: Eugene Wright and The Dukes of Swing
- 1948 : Pork'n Beans (Aristocrat of Records[12] 11001 A) - (4 titres?)
- Titre sur la compilation Rare Rhythm & Blues Honkers (USA Pontiac 501)[13].

### Avec Sonny Stitt
- 1950 : Imagination (Prestige records 733 - 45™)
- 1951 : If The Moon Turns Green / Can't We Be Friends (Prestige records 739 - 45™)

### Avec Cal Tjader
- 1954 : Plays Afro-Cuban : Ritmo Caliente
- 1955 : Tjader Plays Tjazz
- 1956 : Cal Tjader Quartet
- 1957 : Jazz at The Blackhawk

### Avec Gerald Wiggins
- 1957 : Reminiscin' with Wig

### Avec Dave Brubeck
- Take Five
- Southern Scene
- Complete 1958 Berlin Concert
- Time In
- The Dave Brubeck Quartet At Carnegie Hall
- Angel Eyes
- Canadian Concert
- Gone With the Wind
- Brubeck and Rushing
- Right now
- The Dave Brubeck Quartet Plays Music from West Side Story and … (Columbia CK 40455)
- Buried Treasures
- Time Changes
- Jazz Impressions Of Japan
- Time Further Out

### Avec Paul Desmond
- Easy Living
- Bossa Antigua
- Taken Ten

### Avec Buddy Collette and His Quartet
- Calm, Cool and Collette
- Tasty Dish

### Avec Monty Alexander
- 1971 : Here Comes The Sun

### Avec The Monty Alexander Trio
- 1972 : We've Only Just Begun
- 1974 : Perception!